# Ottakring metróállomás
Ottakring egy metróállomás Bécsben az U3-as vonalon.

## Szomszédos állomások
A metróállomáshoz az alábbi állomások vannak a legközelebb:
- Kendlerstraße

## Átszállási kapcsolatok
| U3 (Ottakring ↔ Simmering) |                                   |                         |
| Állomás                    | Átszállási kapcsolatok            | Fontosabb létesítmények |
| Ottakring                  | S45 44, 46 45A, 46A, 46B, 48A N46 |                         |